# Hector Pardoe
Hector Thomas Cheal Pardoe (Wrexham, 29 de marzo de 2001) es un deportista británico que compite en natación, en la modalidad de aguas abiertas. Ganó una medalla de bronce en el Campeonato Mundial de Natación de 2024, en la prueba de 10 km.

## Palmarés internacional
| Campeonato Mundial | Campeonato Mundial | Campeonato Mundial | Campeonato Mundial |
| Año                | Lugar              | Medalla            | Prueba             |
| ------------------ | ------------------ | ------------------ | ------------------ |
| 2024               | Doha (Catar)       | Medalla de bronce  | 10 km              |